# Indoidiopterus
Indoidiopterus  (лат.) — род тлей из подсемейства Aphidinae. Встречаются в Южной Азии, в таких странах как Индия и Пакистан.

## Описание
Мелкие насекомые, длина 1,6—1,8 мм.
Ассоциированы с растениями рода Герань (Geranium). Диплоидный набор хромосом 2n=12. Иногда рассматривается в составе рода Neotoxoptera
.
- Indoidiopterus geranii  (Chowdhuri, R.C. Basu, Chakrabarti & Raychaudhuri) [3]
  - (=Neotoxoptera geranii)[4]